# José Luis Zabala
José Luis Zabala, né le 14 décembre 1898 à Irun en Espagne et mort en avril 1946 à Barcelone, est un footballeur international espagnol qui occupe le poste de milieu de terrain ou d'attaquant, reconverti entraîneur.

## Biographie

### Carrière en club
Né à Irun le 14 décembre 1898, José Luis Zabala Arrondo commence à jouer au football dans sa ville natale. Après une formation au Sporting de Irún, devenu Real Unión Club de Irún après une fusion, Zabala rejoint le Real Club Deportivo Español en 1918, où il joue pendant une saison en tant que milieu de terrain. Après avoir infligé une blessure à un joueur adverse, il est sanctionné de trois mois de suspension par la Fédération catalane de football. Il quitte alors le club catalan et rejoint le Real Club Deportivo Oviedo, un des clubs ayant servi de base à la création du Real Oviedo en 1926. Lors du premier affrontement entre un club d'Oviedo et le Sporting de Gijón, futur derby asturien, disputé le 25 janvier 1920, Zabala marque le premier but d'Oviedo dans une rencontre qui se conclut sur un nul 2-2. Deux ans plus tard, il effectue un intermède avec l'équipe d'Irun avec laquelle il dispute la Coupe d'Espagne et il fait partie de l'équipe qui perd en finale face au FC Barcelone,. Sous les couleurs d'Oviedo, il intègre la sélection nationale en 1923,.
Après quatre saisons à Oviedo, il revient à l'Español. Il est alors attaquant sauf lors de sa dernière saison où il redevient milieu de terrain. Le 15 janvier 1925, il est l'unique buteur d'un derby barcelonais connu pour s'être déroulé à huis clos au stade des Corts. En 1926, il retourne à Oviedo. Engagé dans le Campeonato Regional Asturiano, Zabala inscrit trois buts lors du tout premier match officiel du club récemment créé pour une victoire 8-2. Après avoir inscrit 46 buts en 40 matchs avec le Real Oviedo, il termine sa carrière au Valence CF lors de la saison 1929-1930.

### Carrière en sélection
La première sélection en équipe nationale de José Luis Zabala a lieu le 28 janvier 1923 lors de la réception de la France à Saint-Sébastien qui se solde par une victoire espagnole 3-0 avec Zabala inscrivant le deuxième but. Le 16 décembre, il inscrit les trois buts de la victoire espagnole (3-0) face au Portugal et devient le premier joueur à avoir inscrit un triplé en équipe d'Espagne. Sa dernière sélection avec la Roja se déroule le 21 décembre 1924 contre l'Autriche à Barcelone (2-1). Ses quatre sélections en équipe nationale se soldent par trois victoires, un match nul et quatre buts inscrits. Il inscrit également trois buts le 13 mars 1924 lors d'une rencontre opposant l'équipe d'Espagne à une sélection catalane pour une victoire espagnole 7-0.
José Luis Zabala apparaît dans la sélection olympique pour les Jeux olympiques d'été de 1924. L'équipe est éliminée dès le premier match à la suite d'un but contre son camp de Pedro Vallana. Zabala n'est pas présent sur le terrain ce jour-là.

### Après-carrière et mort
José Luis Zabala est l'entraîneur du Girona FC entre 1934 et 1936 puis entre 1941 et 1942, le club s'appelant alors Gerona FC. Sous ses ordres, le club est en deuxième division espagnole. Il est en 1942-1943 entraîneur de Sabadell au même niveau puis du Lérida Balompié en 1943-1944. Zabala meurt en avril 1946.

## Palmarès
José Luis Zabala est finaliste de la Coupe d'Espagne en 1922 sous les couleurs du Real Unión Club de Irún.